# Anime (Rou)
Anime (Rou) è un singolo del cantautore italiano Massimo Di Cataldo, realizzato con la collaborazione del cantante senegalese Youssou N'Dour e pubblicato nel 1996.

## La canzone
Inizialmente, nella prima edizione dell'album Anime di questa canzone era presente una versione cantata solamente da Di Cataldo. Poi, in seguito all'incontro con Youssou N'Dour, venne realizzata una versione del brano a due voci, con alcune parti cantate in inglese, francese e wolof, che fu pubblicata come singolo e inserita come traccia aggiuntiva nella seconda edizione dell'album, sia in lingua italiana che in lingua spagnola.

## Video musicale
Il video del brano, a cui hanno partecipato entrambi i cantanti, è stato diretto da Giuseppe Capotondi.

## Tracce
1. Anime (Rou) (Radio Edit) – 4:42
2. Anime (Rou) (Extended Version) – 6:06
3. Anime – 5:58
4. Anime (Instrumental Version) – 6:06